# روبن تي كوتن
روبن تي كوتن (بالإنجليزية: Robin T. Cotton)‏ هو جراح وطبيب أمريكي، ولد في 13 مايو 1941.